# Santa Clara (Jujuy)
Santa Clara é uma cidade da Argentina, localizada na província de Jujuy.